# Hohenvierschau
Hohenvierschau ist ein Gemeindeteil der Gemeinde Regnitzlosau im Landkreis Hof (Oberfranken, Bayern). Hohenvierschau liegt in der Gemarkung Vierschau.

## Geografie
Die Einöde ist von den Feldern Weidig, Gauglitz und Heidfelder umgeben. Die Staatsstraße 2192 führt nach Regnitzlosau (1 km südöstlich) bzw. zur Anschlussstelle 3 der Bundesautobahn 9 (0,8 km nordwestlich). Eine Gemeindeverbindungsstraße führt die Staatsstraße 2453 kreuzend nach Trogenau (1,6 km nordöstlich).

## Geschichte
Hohenvierschau wurde auf dem Gemeindegebiet von Vierschau gegründet. Der Ort wurde in der Topographischen Atlas des Königreiches Bayern in der Ausgabe 1919 erstmals namentlich verzeichnet. Im Zuge der Gebietsreform in Bayern wurde Hohenvierschau am 1. Juli 1972 nach Regnitzlosau eingemeindet.

### Einwohnerentwicklung
| Jahr      | 1910  | 1925  | 1950   | 1961   | 1970   | 1987  |
| Einwohner | 7     | 12    | 5      | 9      | 6      | 4     |
| Häuser    |       | 1     | 1      | 1      |        | 1     |
| Quelle    | [ 8 ] | [ 9 ] | [ 10 ] | [ 11 ] | [ 12 ] | [ 1 ] |

## Religion
Hohenvierschau ist evangelisch-lutherisch geprägt und bis heute nach St. Aegidien (Regnitzlosau) gepfarrt.